# South Andros
South Andros est l'un des 32 districts des Bahamas. Il est situé sur l'île Andros.  
Cay Lobos, une caye isolée avec un phare, fait partie de ce district.

## Sources
- Statoids.com